# Mary Higby Schweitzer
Mary Higby Schweitzer (* 1955) ist eine US-amerikanische Paläontologin, die als Pionierin für molekulare Paläontologie gilt.
Schweitzer wuchs nahe Helena in Montana auf in einer konservativen katholischen Familie. Nachdem sie mit 16 Jahren ihren Vater verloren hatte, schloss sie sich einer fundamentalistischen christlichen Sekte an, die die Evolutionslehre verurteilte. Sie  erhielt 1977 einen Abschluss in Kommunikationsstörungen (Audiologie) an der Utah State University. Danach heiratete sie und zog drei Kinder auf. 1988 erhielt sie einen Abschluss als Lehrerin an der Montana State University. Nach dem Besuch einer Vorlesung des Dinosaurier-Experten Jack Horner, der ihr erlaubte seine Vorlesungen weiter zu besuchen, obwohl sie ihm offen erklärte, Kreationistin zu sein, wandte sie sich der Paläontologie zu (wobei sie ihre Ablehnung der Evolutionslehre und kreationistische Überzeugung aufgab, was sie ihre Ehe kostete und sie von alten Freunden entfremdete) und wurde bei ihm 1995 an der Montana State University promoviert. Sie ist Professorin und Forschungskuratorin an der North Carolina State University und Associate Researcher des Museum of the Rockies.
Schweitzer fand bei Untersuchung von Knochen von Tyrannosaurus rex unter dem Mikroskop zirkuläre Objekte, die wie rote Blutkörperchen aussahen. Damals war man der Überzeugung, dass keinerlei Proteine oder Zellstrukturen den Fossilisierungsprozess überstehen, schon gar nicht bei so alten Fossilien, und die Hypothese, dass man es mit Resten von roten Blutkörperchen zu tun hatte, galt als eine Art „Häresie“. Horner stellte ihr in ihrer Doktorarbeit die Aufgabe, die Hypothese zu widerlegen, dass es rote Blutkörperchen waren, die Überzeugung organische Reste gefunden zu haben verfestigte sich dabei aber bei ihr. Die erste Veröffentlichung mit Horner erfolgte 1997. Darin wurde auch über den Fund des Knochen-Proteins Kollagen berichtet. Schweitzer ging später bei einem anderen, 68 Millionen Jahre alten T. rex Fossil einen Schritt weiter und die Mineralien von Dinosaurier-Knochen in Säure auf. Sie fand entgegen der Erwartung, dass eine flexible Substanz in der Form von Blutgefäßen zurückblieb, worüber sie 2005 mit Horner und anderen in Science veröffentlichte. Die Mikrostruktur mit Bändern im Abstand von 65 Nanometern wies auf Kollagen ebenso wie die Bindung von Antikörpern gegen Kollagen an diese Fasern. Auch eine massenspektrometrische Untersuchung mit John Asara von 2007 ergab Kollagen-Fragmente ähnlich wie bei heutigen Vögeln (eine der sechs gefundenen Aminosäuresequenzen wurde später zurückgezogen). 2009 fand sie mit Asara auch Kollagen-Fragmente in einem 78 Millionen Jahre alten Hadrosaurier-Knochen (Brachylophosaurus canadensis), was durch ein unabhängiges Labor bestätigt wurde.
Später berichtete sie auch über Hinweise auf DNA-Erhaltung, Chromosomen, Organellen in Zellen und weiteren Proteinen (wie Actin, Tubulin, Hämoglobin) in Dinosaurierfossilien. Ihre Ergebnisse waren und sind sehr umstritten und ihre Befunde wurden alternativ als mögliche Folge von Bakterienbiofilmen gedeutet bzw. als Verunreinigungen im Labor, im Gelände oder bei der Ausgrabung. Um dem Vorwurf der Kontamination zu begegnen, wiederholte Schweitzer ihre Analyse der Hadrosaurierknochen von 2009 an einem anderen unberührten Knochenexemplar (wobei ein Meter Sediment um das Fossil belassen wurde) unter sorgfältiger Ausschaltung möglicher Verunreinigungsmechanismen im Labor und bei der Bergung und fand acht Proteinfragmente, davon zwei die schon in der Analyse zuvor gefunden worden waren.
2019 wurde der fossile Vogel (Enantiornithes) Avimaia schweitzerae aus China nach ihr benannt.
Schweitzers Forschung war 2013 Gegenstand einer Dokumentation bei BBC Horizon (Dinosaurs: The Hunt for Life, deutsche Fassung: Dinosaurier- die Jagd nach der DNA).

## Schriften
- Biomolecule Preservation in Tyrannosaurus Rex, Journal of Vertebrate Paleontology, Band 13, 1993, 56A.
- mit R. J. Cano, J. R. Horner: Multiple Lines of Evidence for the Preservation of Collagen and Other Biomolecules in Undemineralized Bone from Tyrannosaurus Rex, Journal of Vertebrate Paleontology, Band 14, 1994,  45A.
- mit Craig Johnson, Thomas Zocco, John Horner, Jean Starkey: Preservation of Biomolecules and Cancellous Bone of Tyrannosaurus Rex, Journal of Vertebrate Paleontology, Band 17, 1997, S. 349–359, Jstor
- mit  Jennifer L. Wittmeyer, John R. Horner, Jan K. Toporski: Soft-Tissue Vessels and Cellular Preservation in Tyrannosaurus rex. In: Soft-Tissue Vessels and Cellular Preservation in Tyrannosaurus rex, Science, Band 307, 2005, S. 1952–1955, doi:10.1126/science.1108397.
- mit L. Chiappe, A. C. Garrido, J. M. Lowenstein, S. H. Pincus: Molecular preservation in Late Cretaceous sauropod dinosaur eggshells, Proceedings of the Royal Society B: Biological Sciences, Band 272, 2005, S. 775–784. PMID 15888409.
- mit J. M. Asara, L. M. Freiburg, M. Philips, L. C. Cantley: Protein sequences from Mastodon and Tyrannosaurus rex revealed by mass spectrometry, Science, Band 31,  2007, S. 280–285.
- mit W. Zeng, C. L. Organ, R. Avci, Z. Suo u. a.: Biomolecular characterization and protein sequences of the Campanian Hadrosaur B. canadensis,  Science, Band 324,  2009, S. 626–631.
- mit James D. San Antonio, Shane T. Jensen, Raghu Kalluri, Michael Buckley, Joseph P. R. O. Orgel, Hendrik W. van Veen: Dinosaur Peptides Suggest Mechanisms of Protein Survival, PLOS ONE, Band 6, 2011, e2038, PMID 21687667.
- mit W. Zheng, T. P. Cleland, M. Bern: Molecular analyses of dinosaur osteocytes support the presence of endogenous molecules,  Bone, Band 52, 2012, S. 414–23.
- mit Wenxia Zheng, Timothy P. Cleland, Mark B.Goodwin, Elizabeth Boatman, Elizabeth Theil, Matthew A.Marcus, Sirine C. Fakra: A role for iron and oxygen chemistry in preserving soft tissues, cells and molecules from deep time, Proc. R. Soc. B, Band 281, 2014, S. 20132741.
- mit A. M. Bailleul, W. Zheng, J. R. Horner, B. K. Hall, C. M. Holliday: Evidence of proteins, chromosomes and chemical markers of DNA in exceptionally preserved dinosaur cartilage, Nat. Sci. Rev., Band 7, 2020, S. 815–822, PMID 34692099.